# Кашевець (Маковський повіт)
Кашевець (пол. Kaszewiec) — село в Польщі, у гміні Ружан Маковського повіту Мазовецького воєводства.
Населення — 97 осіб (2011).
У 1975-1998 роках село належало до Остроленцького воєводства.

## Демографія
Демографічна структура станом на 31 березня 2011 року:
|          | Загалом | Допрацездатний вік | Працездатний вік | Постпрацездатний вік |
| -------- | ------- | ------------------ | ---------------- | -------------------- |
| Чоловіки | 45      | 4                  | 35               | 6                    |
| Жінки    | 52      | 10                 | 28               | 14                   |
| Разом    | 97      | 14                 | 63               | 20                   |